# Duosperma quadrangulare
Duosperma quadrangulare là một loài thực vật có hoa trong họ Ô rô. Loài này được (Klotzsch) Brummitt mô tả khoa học đầu tiên năm 1974.